# RMS Lusitania

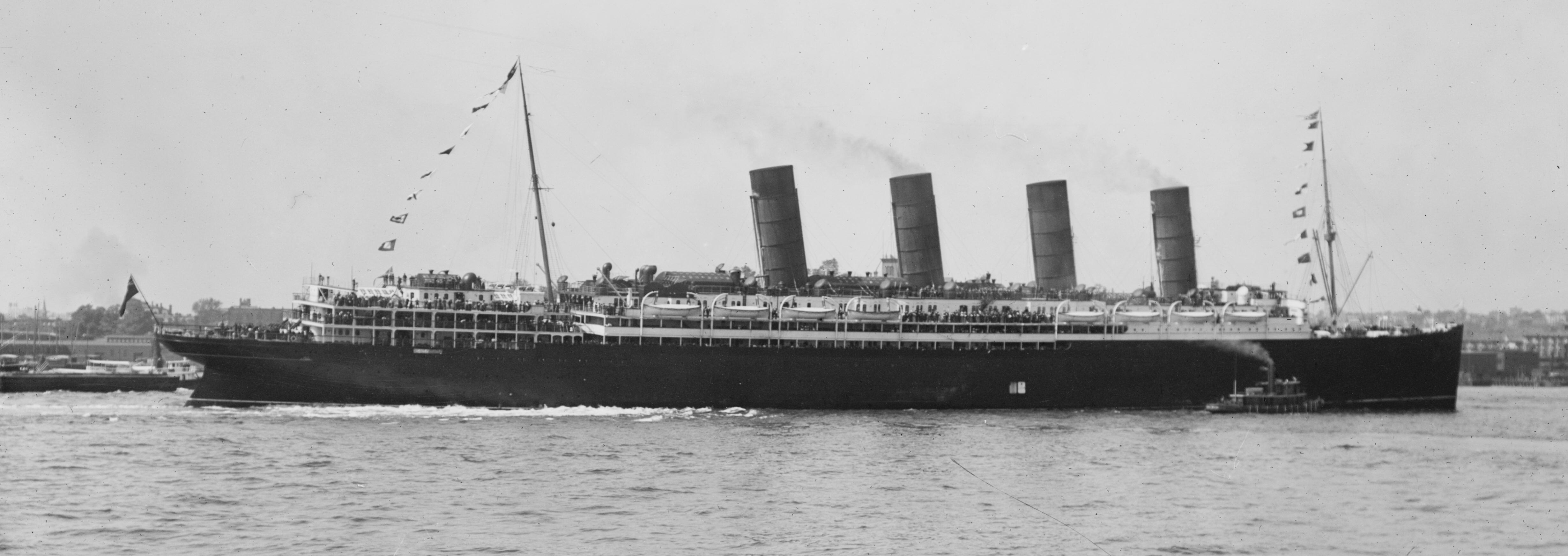
RMS Lusitania sosind în portul New York în prima călătorie

RMS Lusitania supranumită și Ogarul mărilor, a fost un pachebot englez ce a aparținut companiei Cunard Line. Cu un deplasament de 40 000 tdw, a fost cea mai mare navă la începutul secolului XX. Nava a fost lansată la apă în 1906 și numită după provincia romană antică Lusitania, care azi face parte din Portugalia. În anul 1907 câștigă trofeul Panglica albastră pentru cea mai rapidă traversare a Oceanului Atlantic, în 4 zile 22 h 53 min. 
Lusitania a fost scufundată la 7 mai 1915 de către submarinul german U-20, pe timp de ceață, la numai 10 Mm în apropierea coastei Irlandei, 6 zile după ce a plecat din New York cu destinația Liverpool. 
Deși nu era înarmată, nava transporta 60 de tone de muniție pentru Aliați (1.242 lăzi cu proiectile, 1.000 cutii cu cartușe și 10,5 tone fulminat de mercur).

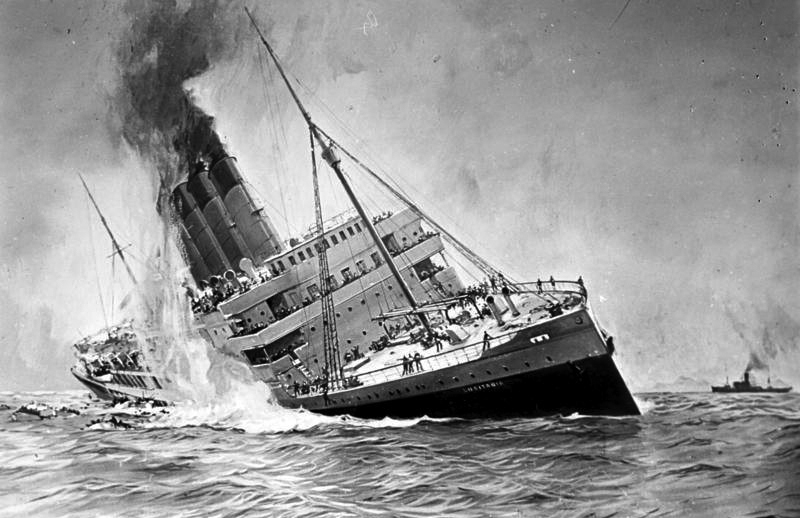
Naufragiul navei Lusitania

Submarinul a lansat o torpilă care a lovit partea de la tribord, în spatele punții. Aceasta a fost urmată de a doua explozie în interiorul navei. În doar 18 minute, Lusitania se afla sub apă.  Epava se găsește la 295 metri adâncime. 
Din cei 1.959 de oameni aflați pe navă, 128 erau cetățeni americani. Au fost recuperate doar 289 de cadavre. Scufundarea navei Lusitania a dus în scurt timp la intrarea S.U.A. în primul război mondial.

## Detalii tehnice
- Deplasament: 31 550 tdw| Din seria Vapoare                                                                                               |
| |
| Cunard Line RMS Lusitania, RMS Mauretania, RMS Aquitania, SS Transylvania (1914), Queen Mary 2, Queen Elizabeth |
| White Star Line Red Jacket, Blue Jacket, HMHS Britannic, RMS Titanic, RMS Olympic                               |
| P&O RMS Moldavia                                                                                                |
| Vase românești SMR Durostor, Fregata Regele Ferdinand, Bricul Mircea, SMR Regele Carol I                        |
| Vase germane Bismarck (navă de război), Cuirasatul Admiral Graf Spee, SMS Nassau                                |
| Vase japoneze Portavionul japonez Shōkaku, Cuirasatul japonez Hiei vizualizare • discuție • modificare          |

- Dimensiuni: 232,31 x 26,75 m
- Numărul de coșuri: 4
- Numărul de catarge: 2
- Propulsie: 4 motoare cu acțiune directă turbine cu abur, tip Parsons, de 68.000 CP
- Viteza de exploatare: 25 noduri
- Șantierul constructor: John Brown & Co Ltd., Glasgow
- Lansarea la apă: 07 iunie 1906
- Nr. de pasageri: 563 clasa 1, 464 clasa a 2-a, 1138 clasificate treia [2]